# 우문사급
우문사급(宇文士及, ? ~ 642년)은 당나라(唐)의 정치가이자 무장이며, 자는  인인(仁人)이다. 우문술(宇文述)의 아들이며, 우문화급(宇文化及)과 우문혜급(宇文惠及), 우문지급(宇文智及)의 이복동생이다. 옹주(雍州) 장안현(長安縣) 출신이다.

## 생애
600년 아버지 우문술(宇文述)의 영향으로 신성현공(新城縣公)에 봉해졌으며, 양견(楊堅)의 마음에 들어 양광(楊廣)의 장녀인 남양공주(南陽公主)와 혼인한 뒤 상련봉어(尙輦奉御)가 되었다. 이후 616년 우문술이 사망하자 관직에서 물러난 뒤 상이 끝나자 홍려소경(鴻臚少卿)을 제수받게 되었으며, 618년 이복형인 우문화급(宇文化及)과 우문지급(宇文智及) 등이 병변을 일으켜 양광을 교살하자 촉왕(蜀王)에 봉해졌다.
이후 우문화급을 따라 여양(黎陽)으로 이동하자 이전부터 친분이 있던 이연(李淵)으로부터 합류 요청을 받았으며, 이에 우문화급에게 당나라(唐)에 귀의할 것을 권유했으나 우문화급은 이를 거부하고 두건덕(竇建德)과 싸우다 패배하였다. 그 뒤 제북(濟北)의 세력을 규합해 두건덕에게 대항하려 하였으나 여의치 못하자 봉륜(封倫) 등과 함께 당나라에 귀의했으며, 여동생이 이연의 후궁으로 들어가 총애를 받았던 관계로 상의동(上儀同)에 임명되었다. 이후 이세민(李世民)과 함께 송금강(宋金剛)을 토벌하였고, 그 공으로 수나라(隋) 시절 지급받았던 봉토를 다시 회복함과 동시에 종실의 딸을 아내로 맞이하고 진왕부(秦王府)에 소속된 뒤 표기장군(驃騎將軍)으로 임명되었다. 그 뒤 왕세충(王世充) 정벌에 공헌하며 영국공(郢國公)에 봉해졌으며, 625년 검교시중(檢校侍中) 및 태자첨사(太子詹事)로 승진하였다.
그 뒤 626년 이세민이 제위에 오르자 중서령(中書令)을 제수받았으며, 익주(益州)에 700호의 봉읍(封邑)을 받은 뒤 양주도독(凉州都督)을 추가하였다. 이후 전중감(殿中監), 포주자사(蒲州刺史), 우위대장군(右衛大將軍)을 역임했으며, 642년 세상을 떠났다. 사후 좌위대장군(左衛大將軍) 및 양주도독(凉州都督)으로 추증되었으며, 소릉(昭陵) 주변에 배장(陪葬)되었다. 시호는 공(恭)으로 하였다가 이후 종(縱)으로 고쳤다.